# Morgan (Utah)
Morgan je správní město okresu Morgan County ve státě Utah. K roku 2010 zde žilo 3 687 obyvatel. S celkovou rozlohou 8,3 km² byla hustota zalidnění 318,1 obyvatel na km².